# Монтемартано (Перуђа)
Монтемартано је насеље у Италији у округу Перуђа, региону Умбрија.
Према процени из 2011. у насељу је живело 130 становника. Насеље се налази на надморској висини од 559 м.